# Atletica leggera ai Giochi della XXX Olimpiade - Lancio del disco maschile

Video ufficiale della Finale

Ai Giochi della XXX Olimpiade, la competizione del lancio del disco maschile si è svolta dal 6 al 7 agosto presso lo Stadio Olimpico di Londra.

## Presenze ed assenze dei campioni in carica
Per i campionati europei si considera l'edizione del 2010.
| Competizione         | Atleta            | Prestazione | Londra 2012 |
| -------------------- | ----------------- | ----------- | ----------- |
| Olimpiadi 2012       | Gerd Kanter       | 68,82 m     | Presente    |
| Commonwealth 2010    | Benn Harradine    | 65,45 m     | Presente    |
| Europei 2010         | Piotr Małachowski | 68,87 m     | Presente    |
| Asiatici 2010        | Ehsan Hadadi      | 67,99 m     | Presente    |
| Panamericani 2011    | Jorge Fernández   | 65,58 m     | Presente    |
| Mondiali 2011        | Robert Harting    | 68,97 m     | Presente    |
|                      |                   |             |             |
| Mondiali junior 2008 | Gordon Wolf       | 62,00 m     | Assente     |

## Iscritti e misure accreditate

### Gruppo A
| Ordine di lancio | Atleta              | Accrediti | Accrediti |
| Ordine di lancio | Atleta              | RP        | PS        |
| ---------------- | ------------------- | --------- | --------- |
| 1                | Erik Cadée          | 67,30 m   | 67,30 m   |
| 2                | Frank Casañas       | 67,91 m   | 67,74 m   |
| 3                | Roland Varga        | 67,38 m   | 62,44 m   |
| 4                | Vikas Gowda         | 66,28 m   | 66,28 m   |
| 5                | Jason Young         | 69,90 m   | 65,28 m   |
| 6                | Ehsan Hadadi        | 69,32 m   | 68,20 m   |
| 7                | Yunio Lastre        | 65,17 m   | 65,17 m   |
| 8                | Germán Lauro        | 63,55 m   | 63,55 m   |
| 9                | Brett Morse         | 66,06 m   | 64,35 m   |
| 10               | Apostolos Parellīs  | 65,36 m   | 65,36 m   |
| 11               | Robert Urbanek      | 66,93 m   | 66,93 m   |
| 12               | Julian Wruck        | 65,74 m   | 64,84 m   |
| 13               | Märt Israel         | 66,98 m   | 65,02 m   |
| 14               | Markus Münch        | 66,87 m   | 66,28 m   |
| 15               | Scott Martin        | 65,73 m   | 65,73 m   |
| 16               | Ercüment Olgundeniz | 67,50 m   | 67,50 m   |
| 17               | Virgilijus Alekna   | 73,88 m   | 70,28 m   |
| 18               | Jason Morgan        | 65,61 m   | 65,61 m   |
| 19               | Piotr Małachowski   | 69,83 m   | 68,94 m   |
| 20               | Aleksander Tammert  | 70,82 m   | 66,58 m   |

### Gruppo B
| Ordine di lancio | Atleta                    | Accrediti | Accrediti |
| Ordine di lancio | Atleta                    | RP        | PS        |
| ---------------- | ------------------------- | --------- | --------- |
| 1                | Gerd Kanter               | 73,38 m   | 67,71 m   |
| 2                | Abdul Buhari              | 65,44 m   | 65,24 m   |
| 3                | Mario Pestano             | 69,50 m   | 67,15 m   |
| 4                | Martin Wierig             | 68,33 m   | 68,33 m   |
| 5                | Ronald Julião             | 65,41 m   | 65,41 m   |
| 6                | Omar Ahmed El Ghazaly     | 66,58 m   | 62,05 m   |
| 7                | Traves Smikle             | 67,12 m   | 67,12 m   |
| 8                | Martin Marić              | 66,53 m   | 66,53 m   |
| 9                | Danijel Furtula           | 63,79 m   | 63,79 m   |
| 10               | Przemysław Czajkowski     | 65,61 m   | 65,61 m   |
| 11               | Bogdan Piščal'nikov       | 67,23 m   | 65,96 m   |
| 12               | Lawrence Okoye            | 68,24 m   | 68,24 m   |
| 13               | Jarred Rome               | 68,76 m   | 64,76 m   |
| 14               | Mykyta Nesterenko         | 65,31 m   | 64,20 m   |
| 15               | Lance Brooks              | 65,15 m   | 65,15 m   |
| 16               | Jorge Fernández           | 66,05 m   | 66,05 m   |
| 17               | Gerhard Mayer             | 65,24 m   | 63,33 m   |
| 18               | Robert Harting            | 70,66 m   | 70,66 m   |
| 19               | Sultan Mubarak Al-Dawoodi | 65,05 m   | 65,05 m   |
| 20               | Rutger Smith              | 67,77 m   | 66,97 m   |
| 21               | Benn Harradine            | 67,53 m   | 67,53 m   |

Legenda

| Campione olimpico 2008         |
| Campione mondiale 2011         |
| Primatista mondiale stagionale |

## Programma
| Data          | Ora   | Turno                   |
| ------------- | ----- | ----------------------- |
| 6 agosto 2012 | 10:00 | Qualificazioni gruppo A |
| 6 agosto 2012 | 11:35 | Qualificazioni gruppo B |
| 7 agosto 2012 | 19:45 | Finale                  |

## La gara
Il record del mondo (RM) e il record olimpico (RO) sono i seguenti:
| Record          | Prestazione | Atleta            | Data           | Competizione       |
| --------------- | ----------- | ----------------- | -------------- | ------------------ |
| Record mondiale | 74,08 m     | Jürgen Schult     | 6 giugno 1986  |                    |
| Record olimpico | 69,89 m     | Virgilijus Alekna | 23 agosto 2004 | Olimpiadi di Atene |

I favoriti sono Robert Harting (Germania) e Gerd Kanter (Estonia).

In Qualificazione, i due migliori lanci appartengono proprio a loro: 66,39 metri per l'estone e 66,22 m per il tedesco. Solo sei atleti centrano la misura di qualificazione, ma 16 superano i 63 metri: è un record. Il tredicesimo classificato, Apostolos Parellis (Cipro) ha fatto la miglior misura per un atleta non qualificato: 63,48 metri.
In finale, Harting esordisce con un buon lancio a 67,79, ma il sorprendente iraniano Ehsan Hadadi fa meglio: 68,18. I due favoriti fanno molta fatica a raccogliere la sfida: Harting si conferma a 67 metri, mentre Kanter non va oltre i 66. Dopo tre turni la classifica vede Hadadi primo, Harting secondo, terzo è l'immarcescibile Virgilijus Alekna (40 anni) con 67,38.

Il quarto turno di lanci non muove la classifica. Al quinto turno Harting riesce a sopravanzare Hadadi con un lancio di 68,27 metri. Anche Kanter si migliora, arrivando a 68,03 metri: non sono sufficienti per l'oro ma bastano per salire sul podio a spese di Alekna.
Nella classifica finale, i tre medagliati sono separati da appena 24 cm.

Il vincitore Harting ha eseguito cinque lanci validi, tutti sopra i 66 metri.

## Risultati

### Qualificazioni
Si qualificano per la finale i concorrenti che ottengono una misura di almeno 65,00 m; in mancanza di 12 qualificati, accedono alla finale i concorrenti con le 12 migliori misure.
| Pos | Gruppo | Atleta                    | Paese          | 1ª prova | 2ª prova | 3ª prova | Misura  | Note |
| --- | ------ | ------------------------- | -------------- | -------- | -------- | -------- | ------- | ---- |
| 1   | B      | Gerd Kanter               | Estonia        | x        | 59,72 m  | 66,39 m  | 66,39 m | Q    |
| 2   | B      | Robert Harting            | Germania       | 66,22 m  | --       | --       | 66,22 m | Q    |
| 3   | B      | Jorge Fernández           | Cuba           | 65,34 m  | --       | --       | 65,34 m | Q    |
| 4   | B      | Lawrence Okoye            | Gran Bretagna  | x        | 63,00 m  | 65,28 m  | 65,28 m | Q    |
| 5   | A      | Vikas Gowda               | India          | 63,52 m  | 65,20 m  | --       | 65,20 m | Q    |
| 6   | A      | Ehsan Hadadi              | Iran           | 65,19 m  | --       | --       | 65,19 m | Q    |
| 7   | A      | Piotr Małachowski         | Polonia        | 62,08 m  | 64,65 m  | 63,96 m  | 64,65 m | q    |
| 8   | B      | Martin Wierig             | Germania       | 64,13 m  | 62,66 m  | x        | 64,13 m | q    |
| 9   | B      | Benn Harradine            | Australia      | 64,00 m  | x        | 61,39 m  | 64,00 m | q    |
| 10  | A      | Virgilijus Alekna         | Lituania       | 62,32 m  | 63,88 m  | x        | 63,88 m | q    |
| 11  | A      | Frank Casañas             | Spagna         | x        | 63,76 m  | 60,21 m  | 63,76 m | q    |
| 12  | A      | Erik Cadée                | Paesi Bassi    | 63,55 m  | x        | x        | 63,55 m | q    |
| 13  | A      | Apostolos Parellīs        | Cipro          | 63,48 m  | 62,49 m  | 62,54 m  | 63,48 m |      |
| 14  | B      | Mario Pestano             | Spagna         | 63,40 m  | 63,36 m  | x        | 63,40 m |      |
| 15  | B      | Bogdan Piščal'nikov       | Russia         | 61,69 m  | x        | 63,15 m  | 63,15 m |      |
| 16  | B      | Rutger Smith              | Paesi Bassi    | 63,00 m  | 62,70 m  | 63,09 m  | 63,09 m |      |
| 17  | B      | Martin Marić              | Croazia        | 61,04 m  | 62,83 m  | 62,87 m  | 62,87 m |      |
| 18  | A      | Jason Young               | Stati Uniti    | 62,18 m  | x        | x        | 62,18 m |      |
| 19  | A      | Scott Martin              | Australia      | 58,15 m  | 57,67 m  | 62,14 m  | 62,14 m |      |
| 20  | B      | Traves Smikle             | Giamaica       | x        | 59,59 m  | 61,85 m  | 61,85 m |      |
| 21  | B      | Lance Brooks              | Stati Uniti    | 61,17 m  | 60,59 m  | 59,25 m  | 61,17 m |      |
| 22  | B      | Przemysław Czajkowski     | Polonia        | 58,73 m  | x        | 61,08 m  | 61,08 m |      |
| 23  | A      | Ercüment Olgundeniz       | Turchia        | x        | x        | 60,87 m  | 60,87 m |      |
| 24  | B      | Gerhard Mayer             | Austria        | 59,40 m  | 60,81 m  | 60,27 m  | 60,81 m |      |
| 25  | A      | Märt Israel               | Estonia        | 59,60 m  | x        | 60,34 m  | 60,34 m |      |
| 26  | A      | Aleksander Tammert        | Estonia        | 57,00 m  | 60,20 m  | 59,78 m  | 60,20 m |      |
| 27  | B      | Omar Ahmed El Ghazaly     | Egitto         | 60,16 m  | 60,26 m  | 58,89 m  | 60,26 m |      |
| 28  | A      | Julian Wruck              | Australia      | 58,01 m  | 60,08 m  | 59,64 m  | 60,08 m |      |
| 29  | B      | Abdul Buhari              | Gran Bretagna  | 54,20 m  | 55,78 m  | x        | 60,08 m |      |
| 30  | A      | Markus Münch              | Germania       | 59,95 m  | 59,34 m  | x        | 59,95 m |      |
| 31  | B      | Jarred Rome               | Stati Uniti    | x        | x        | 59,57 m  | 59,57 m |      |
| 32  | A      | Robert Urbanek            | Polonia        | 59,56 m  | x        | x        | 59,56 m |      |
| 33  | B      | Sultan Mubarak Al-Dawoodi | Arabia Saudita | 55,48 m  | 55,80 m  | 59,54 m  | 59,54 m |      |
| 34  | B      | Mykyta Nesterenko         | Ucraina        | x        | 58,22 m  | 59,17 m  | 59,17 m |      |
| 35  | A      | Brett Morse               | Gran Bretagna  | x        | 58,18 m  | x        | 58,18 m |      |
| 36  | A      | Roland Varga              | Croazia        | 57,76 m  | 58,17 m  | 57,79 m  | 58,17 m |      |
| 37  | A      | Germán Lauro              | Argentina      | x        | 55,23 m  | 57,54 m  | 57,54 m |      |
| 38  | B      | Danijel Furtula           | Montenegro     | 57,48 m  | x        | x        | 57,48 m |      |
| 39  | A      | Jason Morgan              | Giamaica       | 56,25 m  | 56,72 m  | 57,46 m  | 57,46 m |      |
| 40  | A      | Yunio Lastre              | Cuba           | x        | x        | 57,33 m  | 57,33 m |      |
| 41  | B      | Ronald Juliao             | Brasile        | x        | 56,20 m  | x        | 56,20 m |      |

- X = Lancio nullo;
- Q = Qualificato direttamente;
- q = Ripescato;
- RN = Record nazionale;
- RP = Record personale;
- PS = Personale stagionale;
- NM = Nessun lancio valido;
- NE = Non è sceso in pedana.

### Finale
| Record mondiale      | Jürgen Schult     | 74,08 m | Neubrandenburg | 6 giugno 1986  |
| Record olimpico      | Virgilijus Alekna | 69,89 m | Atene          | 23 agosto 2004 |
| Capolista stagionale | Robert Harting    | 70,66 m | Turnov         | 22 maggio 2012 |

Venerdì 7 agosto, ore 19:45.

I migliori 8 classificati dopo i primi tre lanci accedono ai tre lanci di finale.
| Pos     | Atleta            | Età | Paese         | 1ª prova | 2ª prova | 3ª prova | 4ª prova | 5ª prova | 6ª prova | Misura  | Note                                     |
| ------- | ----------------- | --- | ------------- | -------- | -------- | -------- | -------- | -------- | -------- | ------- | ---------------------------------------- |
| Oro     | Robert Harting    | 28  | Germania      | 67,79 m  | x        | 67,27 m  | 66,45 m  | 68,27 m  | 67,08 m  | 68,27 m |                                          |
| Argento | Ehsan Hadadi      | 27  | Iran          | 68,18 m  | 64,09 m  | 67,28 m  | 66,98 m  | x        | x        | 68,18 m |                                          |
| Bronzo  | Gerd Kanter       | 33  | Estonia       | 65,07 m  | 65,79 m  | 66,02 m  | 65,96 m  | 68,03 m  | 66,99 m  | 68,03 m | Miglior prestazione personale stagionale |
| 4       | Virgilijus Alekna | 40  | Lituania      | 67,38 m  | x        | x        | 66,07 m  | x        | x        | 67,38 m |                                          |
| 5       | Piotr Małachowski | 29  | Polonia       | 62,50 m  | 66,92 m  | x        | 67,19 m  | x        | x        | 67,19 m |                                          |
| 6       | Martin Wierig     | 25  | Germania      | 63,34 m  | 63,98 m  | x        | 65,85 m  | 64,79 m  | 65,12 m  | 65,85 m |                                          |
| 7       | Frank Casañas     | 34  | Spagna        | 65,56 m  | x        | x        | 64,92 m  | 65,48 m  | 63,16 m  | 65,56 m |                                          |
| 8       | Vikas Gowda       | 29  | India         | 64,79 m  | 60,95 m  | 63,03 m  | 64,15 m  | 64,48 m  | 63,89 m  | 64,79 m |                                          |
| 9       | Benn Harradine    | 30  | Australia     | 58,24 m  | 63,16 m  | 63,59 m  |          |          |          | 63,59 m |                                          |
| 10      | Erik Cadée        | 28  | Paesi Bassi   | 62,40 m  | 62,77 m  | 62,78 m  |          |          |          | 62,78 m |                                          |
| 11      | Jorge Fernández   | 25  | Cuba          | x        | 60,04 m  | 62,02 m  |          |          |          | 62,02 m |                                          |
| 12      | Lawrence Okoye    | 21  | Gran Bretagna | 61,03 m  | x        | 60,11 m  |          |          |          | 61,03 m |                                          |

Legenda:
- X = Lancio nullo;
- RO = Record olimpico;
- RN = Record nazionale;
- RP = Record personale;
- PS = Personale stagionale;
- NM = Nessun lancio valido;
- NE = Non è sceso in pedana.